# Capital City (serie televisiva)
Capital City  è una serie televisiva britannica in 24 episodi trasmessi per la prima volta nel corso di 2 stagioni dal 1989 al 1990.

## Trama
La serie è incentrata sulla vita di personaggi dell'alta finanza londinese, in particolare dei dipendenti della banca fittizia Shane Longman Bank, tra operazioni di borsa, speculazioni e relazioni amorose. 

## Personaggi
- Max Lubin (stagioni 1-2), interpretato da	William Armstrong.
- Declan (stagioni 1-2), interpretato da	Douglas Hodge.
- Chas Ewell (stagioni 1-2), interpretato da	Jason Isaacs.
- Sirkka Nieminen (stagioni 1-2), interpretata da	Joanna Kanska.
- Michelle Hauptmann (stagioni 1-2), interpretato da	Trevyn McDowell.
- Hudson J. Talbot (stagioni 1-2), interpretato da	Rolf Saxon.
- Leonard Ansen (stagioni 1-2), interpretato da	John Bowe.
- Hannah Burgess (stagioni 1-2), interpretata da	Anna Nygh.
- Lee Wolf (stagioni 1-2), interpretato da	Richard LeParmentier.
- James Farrell (stagioni 1-2), interpretato da	Denys Hawthorne.
- Wendy Foley (stagioni 1-2), interpretata da	Joanna Phillips-Lane.
- Gail (stagioni 1-2), interpretato da	Briony Glassco.
- Jimmy Destry (stagione 1), interpretato da	Dorian Healy.
- Sylvia Roux Teng (stagioni 1-2), interpretata da	Emily Bolton.
- Billy Lang (stagioni 1-2), interpretato da	Wayne Norman.
- Yolande (stagioni 1-2), interpretata da	Pia Henderson.
- Louise (stagione 1), interpretata da	Louise Lombard.
- Liz (stagione 1), interpretato da	Pippa Haywood.
- Maria (stagioni 1-2), interpretata da	Georgia Clarke.
- Longman (stagioni 1-2), interpretato da	Mark Burns.
- Stephanie Keys (stagione 1), interpretata da	Sarah Neville.
- Hilary Rollinger (stagione 2), interpretata da	Saira Todd.
- Roberta (stagione 2), interpretata da	Julia Lane.

## Produzione
La serie fu prodotta da Euston Films e Thames Television

### Registi
Tra i registi della serie sono accreditati:
- Clive Fleury
- Diarmuid Lawrence
- Paul Seed
- Mike Vardy

## Distribuzione
La serie fu trasmessa in Gran Bretagna dal 1989 al 1990 sulla rete televisiva Independent Television. 
In Italia è stata trasmessa con il titolo Capital City.

## Episodi
| Stagione         | Episodi | Prima TV UK |
| ---------------- | ------- | ----------- |
| Prima stagione   | 13      | 1989        |
| Seconda stagione | 11      | 1990        |